# 오우라촌 (후쿠시마현)
오우라촌(大浦村)은 후쿠시마현 남동부 이와키군에 속했던 촌이다. 현재의 이와키시 북동부에 해당한다.

## 역사
- 1889년 4월 1일 - 정촌제 시행에 의해 8촌이 합병해 이와사키군 오우라촌이 성립하였다.
- 1896년 4월 1일 - 군 통합으로 이와키군에 이관되었다.
- 1955년 3월 10일 - 요쓰쿠라정, 오노촌과 합병해, 새로운 요쓰쿠라정이 성립하여, 동일 오우라촌이 폐지되었다.

## 교통

### 철도노선
일본국유철도 조반선이 마을을 통과했지만 역은 존재하지 않았다. 가까운 곳에 요쓰쿠라역이 있다. 

### 도로
- 국도 6호선

## 참고문헌
- 角川日本地名大辞典 7 福島県